# Mariä Geburt (Tegernbach)

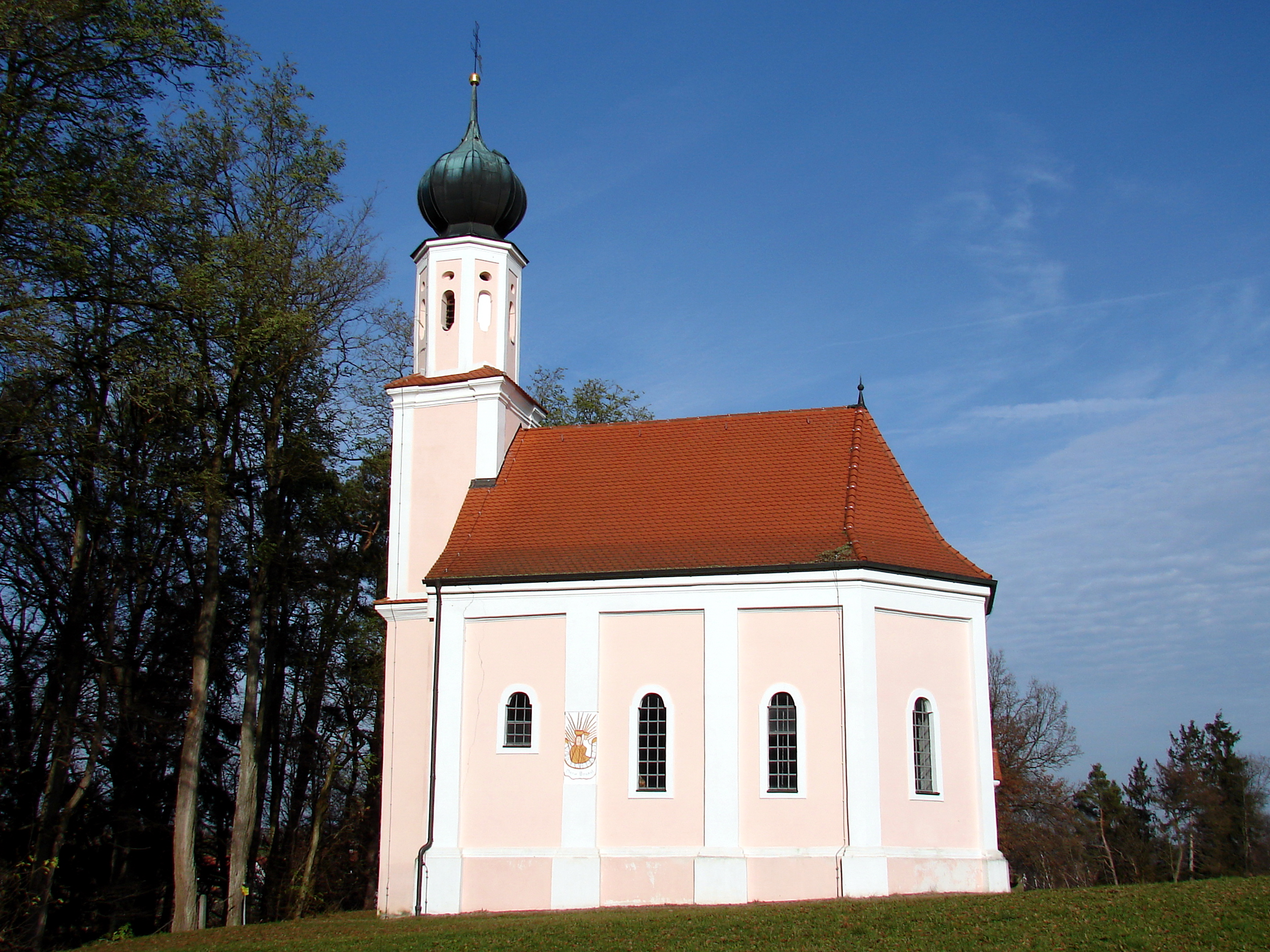
Mariä Geburt in Tegernbach

Die römisch-katholische Wallfahrtskapelle Mariä Geburt, die sogenannte Brünnlkapelle, steht in Tegernbach, einem Gemeindeteil von Rudelzhausen im oberbayerischen Landkreis Freising. Sie ist in der Liste der Baudenkmäler in Rudelzhausen unter der Nr. D-1-78-122-17 eingetragen. Die Kirche gehört zum Dekanat Geisenfeld-Pförring im Bistum Regensburg.

## Beschreibung
Die barocke Saalkirche wurde 1687 erbaut. Sie besteht aus dem im Osten dreiseitig geschlossenen Langhaus und dem im Westen vor dem Langhaus stehenden Kirchturm auf quadratischem Grundriss, dessen achteckiges Obergeschoss mit einer Zwiebelhaube bedeckt ist. Die Sakristei steht an der Nordwestecke des Langhauses.
Der Innenraum ist mit einem Stichkappengewölbe überspannt. Das Retabel des Altars stammt von 1688. Die ihn flankierenden Skulpturen wurden bis auf die Darstellung im Altarauszug gestohlen.